# Fjärran röster, stilla liv
Fjärran röster, stilla liv (engelska: Distant voices, still lives) är en brittisk dramafilm från 1988 i regi av Terence Davies.
1999 placerade British Film Institute filmen på 82:a plats på sin lista över de 100 bästa brittiska filmerna genom tiderna.

## Utmärkelser
Filmen vann Guldleoparden vid Internationella filmfestivalen i Locarno 1988.

## Rollista i urval
- Freda Dowie - Nellie Davies
- Pete Postlethwaite - Tommy Davies
- Angela Walsh - Eileen Davies
- Dean Williams - Tony Davies
- Lorraine Ashbourne - Maisie Davies
- Jean Boht - tant Nell
- Michael Starke - Dave
- Vincent Maguire - George
- Antonia Mallen - Rose Forsyth
- Debi Jones - Micky
- Andrew Schofield - Les
- Ann Dyson - farmodern
- Pauline Quirke - Doreen